# Anne-Marie Caminade
Pour les articles homonymes, voir Caminade.
Anne-Marie Caminade, née le 3 avril 1958, est une chimiste française qui est directrice de recherche de classe exceptionnelle au Centre national de la recherche scientifique. Ses recherches portent sur les dendrimères et l'hétérochimie. Elle a reçu le grand prix Achille-Le-Bel 2021 de la Société chimique de France.

## Formation
Caminade est titulaire d'un doctorat de 3e cycle en chimie (1984) et d'un doctorat d'État en chimie (1988), tous 2 de l'université Toulouse-III-Paul-Sabatier. Elle a étudié l'oxydation des liaisons insaturées, y compris la double liaison carbone-carbone (C = C), C = P et P = P. Ses recherches ont porté sur la stabilisation du phosphore à faible coordination. Elle a ensuite travaillé à l'université de la Sarre en tant que chercheuse postdoctorale dans le laboratoire de Michael Veith (de).

## Recherche et carrière
Les recherches de Caminade portent sur la chimie du phosphore. En particulier, elle s'intéresse aux hydrures, macrocellules, cryptants et polymères hyperramifiés. Elle a montré que les propriétés biologiques des dendrimères sont influencées par leurs structures internes. En incorporant du phosphore dans des dendrimères fonctionnalisés (où des atomes de phosphore sont inclus à chaque point de ramification) et en manipulant la structure interne, Caminade a montré qu'ils étaient utiles pour les médicaments anti-inflammatoires et les traitements anticancéreux.
En 2006, Caminade est nommé responsable de l'équipe « Hétérochimie moléculaire et supramoléculaire » du Centre national de la recherche scientifique.

## Prix et distinctions
- 1988 : Boursière de la Fondation Alexander-von-Humboldt
- 1989 : Médaille de bronze du Centre national de la recherche scientifique[6]
- 2006 : Prix de chimie organique de la Société chimique de France[7]
- 2011 : Nommée au conseil consultatif des Chemical Society Reviews[8]
- 2021 : Grand prix Achille-Le-Bel de la Société chimique de France[4] pour ses contributions aux dendrimères et à l'application des dendrimères en catalyse[4].
- 2021 :  Chevalière de la Légion d'honneur[9]

## Publications (sélection)
- (en) J P Majoral et Anne-Marie Caminade, « Dendrimers containing heteroatoms (si, p, B, ge, or bi) », Chemical Reviews, ACS, vol. 99, no 3,‎ 1er mars 1999, p. 845-880 (ISSN 0009-2665 et 1520-6890, PMID 11749433, DOI 10.1021/CR970414J).
- (en) Anne-Marie Caminade, Régis Laurent et Jean-Pierre Majoral, « Characterization of dendrimers », Advanced Drug Delivery Reviews, Elsevier, vol. 57, no 15,‎ 11 novembre 2005, p. 2130-2146 (ISSN 0169-409X et 1872-8294, OCLC 13190647, PMID 16289434, DOI 10.1016/J.ADDR.2005.09.011).
- (en) Nathalie Launay, Anne-Marie Caminade, Roger Lahana et Jean-Pierre Majoral, « A General Synthetic Strategy for Neutral Phosphorus-Containing Dendrimers », Angewandte Chemie International Edition, Wiley, vol. 33, no 1516,‎ 2 septembre 1994, p. 1589-1592 (ISSN 1433-7851 et 1521-3773, OCLC 43968233, DOI 10.1002/ANIE.199415891).

### Livres
- Phosphorus dendrimers in biology and nanomedicine : synthesis, characterization, and properties, Singapore, 2018 (ISBN 978-1-315-11085-1, OCLC 1019662595, lire en ligne)
- Dendrimers : towards catalytic, material and biomedical uses, Chichester, West Sussex, U.K., Wiley, 2011 (ISBN 978-1-119-97653-0, OCLC 755702249, lire en ligne)